# Laîche des renards
Carex vulpina
Espèce
Classification phylogénétique
Statut de conservation UICN

 LC  : Préoccupation mineure
La Laîche des renards (Carex vulpina) est une espèce de plante de la famille des Cyperaceae.

## Répartition
Elle est originaire d'Europe et d'Asie.

## Etymologie
Le nom provient de la ressemblance de l'inflorescence avec une queue de renard (vulpes = renard en latin).

## Description

### Caractéristiques

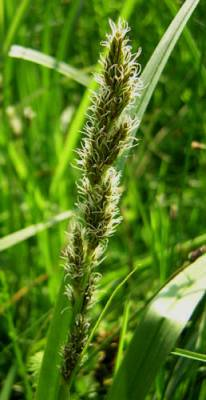
Épi
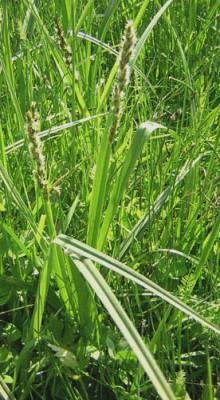

- Organes reproducteurs
  - Couleur dominante des fleurs : marron
  - Période de floraison : juin-août
  - Inflorescence : racème d'épis
  - Sexualité : monoïque
  - Ordre de maturation : protandre
  - Pollinisation : anémogame
- Graine
  - Fruit : akène
  - Dissémination : hydrochore
- Habitat et répartition
  - Habitat type : prairies médioeuropéennes, hygrophiles longuement inondables, psychrophiles
  - Aire de répartition : eurasiatique

données d'après : Julve, Ph., 1998 ff. - Baseflor. Index botanique, écologique et chorologique de la flore de France. Version : 23 avril 2004.
- Épi